# Herpis chiriquensis
Herpis chiriquensis är en insektsart som först beskrevs av Fowler 1905.  Herpis chiriquensis ingår i släktet Herpis och familjen Derbidae. Inga underarter finns listade i Catalogue of Life.